# Randy Edelman
Randy Edelman (ur. 10 czerwca 1947 w Paterson) – amerykański kompozytor i dyrygent, twórca muzyki filmowej. Mąż piosenkarki Jackie DeShannon.

## Życiorys
Kształcił się w Konserwatorium Muzycznym w Cincinnati. Przeniósł się następnie do Nowego Jorku, gdzie grał na fortepianie w orkiestrach teatrów broadwayowskich. W latach 70. wydał kilka solowych albumów. Jego cover utworu „Concrete and Clay” wydany w 1976 doszedł do 11. miejsca jednej z brytyjskich list przebojów. Jako kompozytor muzyki filmowej debiutował na początku tej samej dekady, jednym z jego pierwszych filmów był Executive Action z Burtem Lancasterem. W połowie lat 80. współtworzył muzykę do serialu telewizyjnego MacGyver. Blisko współpracował z producentem filmowym i reżyserem Ivanem Reitmanem.
W 1992 wspólnie z Trevorem Jonesem był nominowany do Złotych Globów, nagrody BAFTA i Nagrody im. Anthony’ego Asquitha (w kategorii „najlepsza muzyka” za Ostatniego Mohikanina), a w 1996 do Nagrody Saturn w tej samej kategorii za Ostatniego smoka. W 2003 uhonorowany nagrodą BMI. Skomponowany przez niego motyw przewodni z filmu Przyjdź zobaczyć raj stał się jednym z najczęściej wykorzystywanych motywów muzycznych w zwiastunach filmowych.

## Muzyka filmowa
- 1985: MacGyver
- 1987: Przygoda wiewiórek
- 1987: Dennis Rozrabiaka
- 1989: Pogromcy duchów II
- 1990: Gliniarz w przedszkolu
- 1990: Przyjdź zobaczyć raj
- 1992: Mój kuzyn Vinny
- 1992: Beethoven
- 1992: Fałszywy senator
- 1993: Beethoven 2
- 1993: Gettysburg
- 1993: Smok. Historia Bruce’a Lee
- 1994: Maska
- 1994: Sknerus
- 1995: Indianin w kredensie
- 1996: Tunel
- 1995: Ja cię kocham, a ty śpisz
- 1996: Diabolique
- 1996: Nagi peryskop
- 1996: Ostatni smok
- 1996: The Quest
- 1997: Anakonda
- 1997: Na dobre i złe
- 1998: Sześć dni, siedem nocy
- 1999: Ed TV
- 2000: Beethoven 3
- 2000: Kowboj z Szanghaju
- 2000: Sekta
- 2001: Czarny rycerz
- 2001: Osmosis Jones
- 2001: Paparazzi
- 2002: xXx
- 2003: Generałowie
- 2003: Parasol bezpieczeństwa
- 2004: Przetrwać święta
- 2005: Miss Agent 2: Uzbrojona i urocza
- 2005: Niewidzialny
- 2006: Dziesięcioro przykazań
- 2007: Ultrapies
- 2008: 27 sukienek
- 2008: Mumia: Grobowiec cesarza smoka
- 2010: Oświadczyny po irlandzku